# Poisson fumé

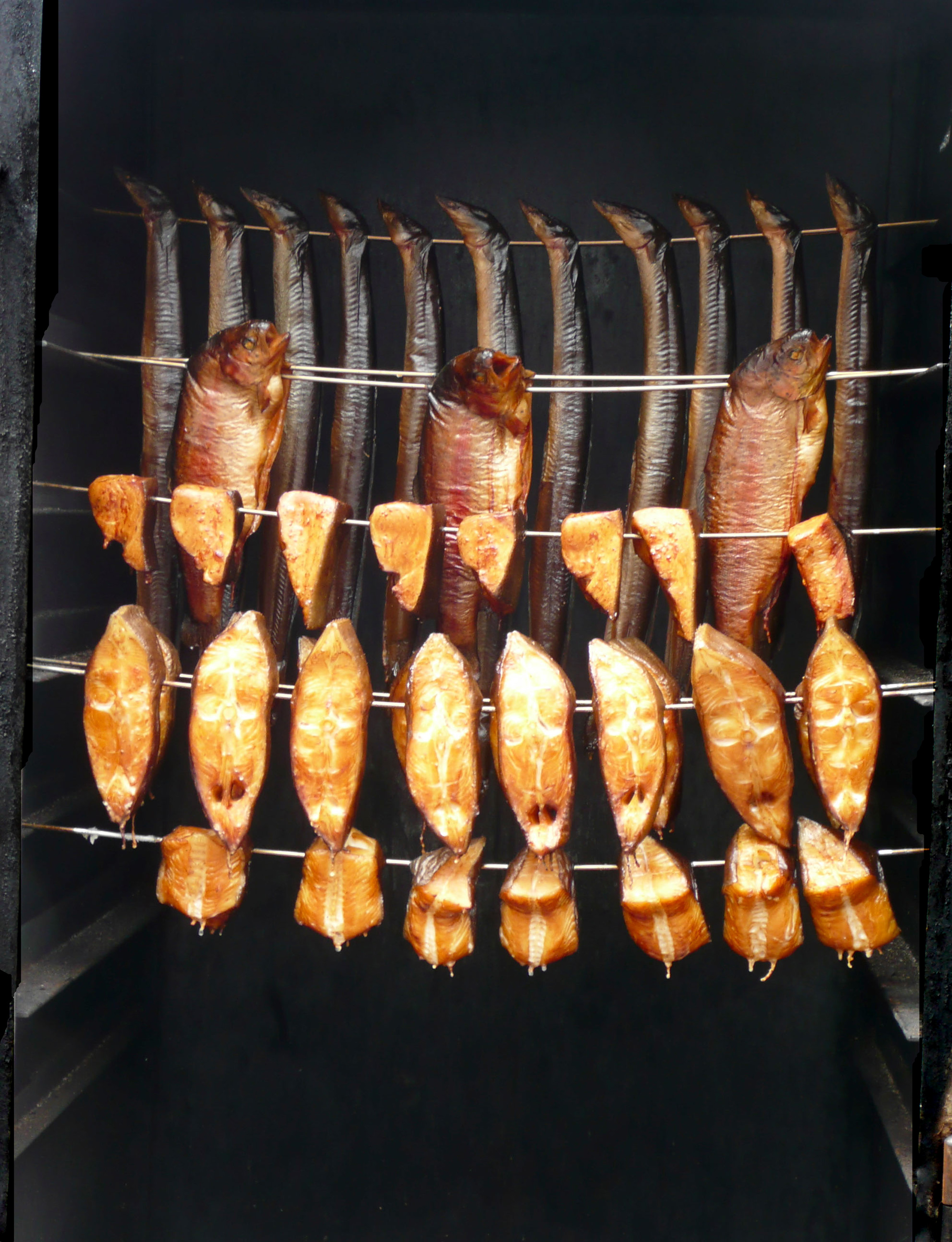
Poissons fumés.

Un poisson fumé est un poisson qui a été traité par la technique de conservation et d'aromatisation du fumage.
Le fumage (appelé aussi fumaison) à froid se fait par combustion lente de sciures de hêtre ou de chêne à une température de 30 °C, ce qui permet de fumer le poisson sans le cuire. Il est aussi possible de fumer à chaud, exposant les poissons séchés à une fumée de bois atteignant les 80 °C, le poisson est ainsi fumé et cuit en même temps. Avant d’être exposés les denrées peuvent être salés,. Les personnes qui ont de l'expérience dans la conservation du poissons en le fumant expliquent que certains poissons sont fumés à 80° C et parfois à 20° C selon les types de poissons et les différentes manières souhaitées. Le développement exclu de nos jours le fumage à l'aide des plastiques et des débris toxiques qui infectent les poissons. 

## Toxicité
La fumée de combustion du bois libère des hydrocarbures aromatiques polycycliques (HAP) notamment le benzopyrène classé comme cancérogène avéré par le Centre international de recherche sur le cancer (Circ) en 2005.

## Galerie

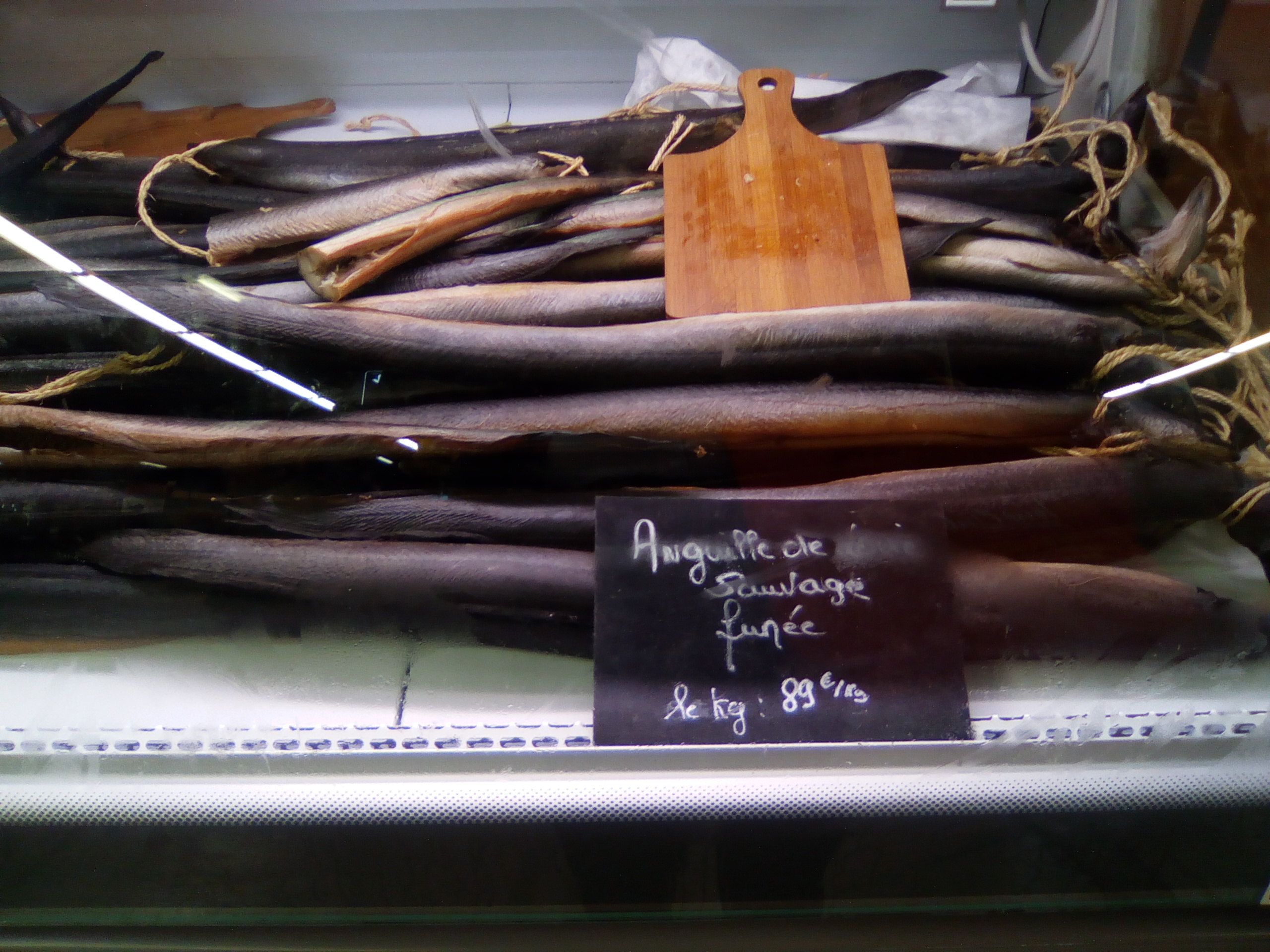
Anguille fumée.
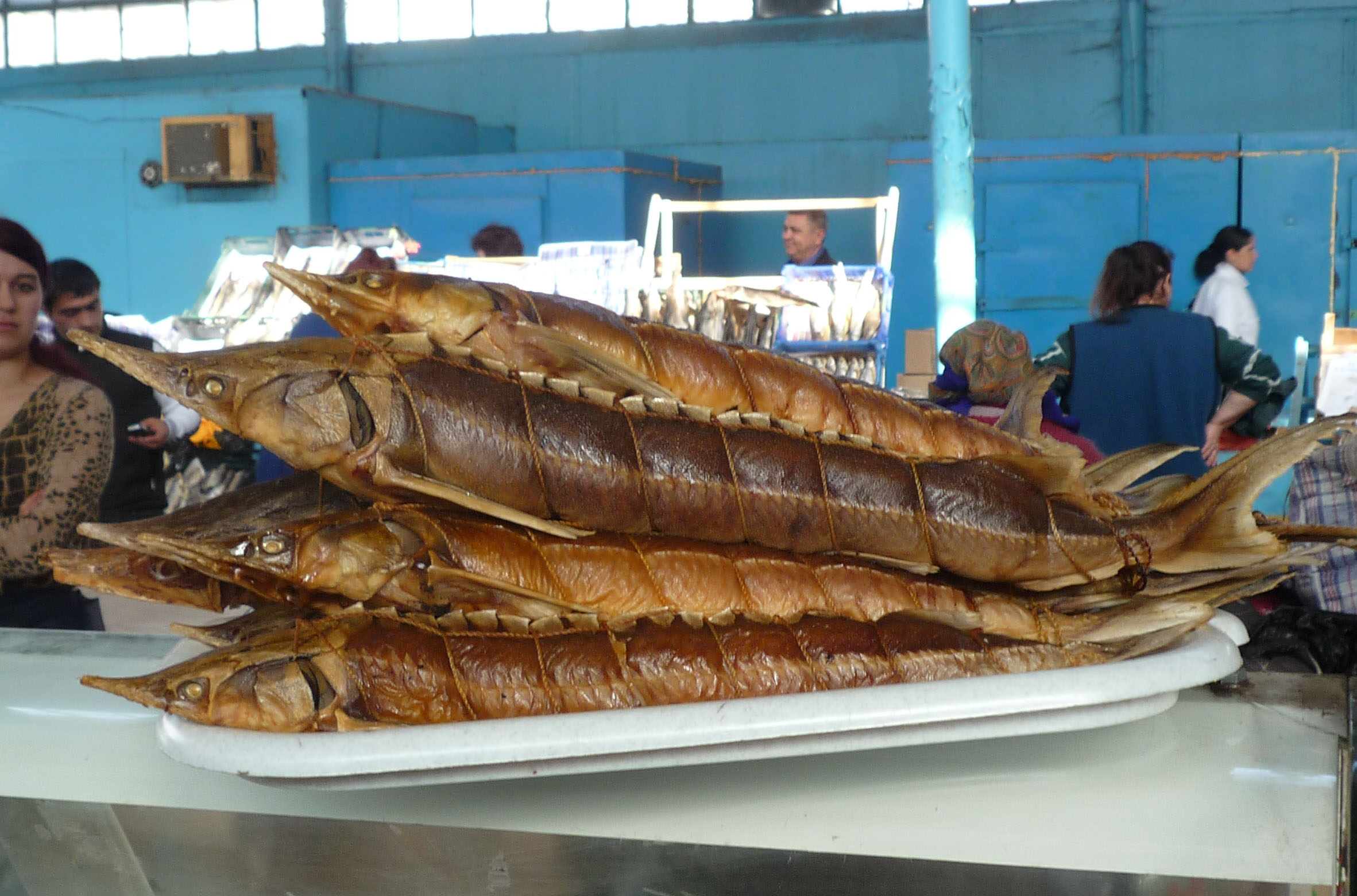
Esturgeon fumé.
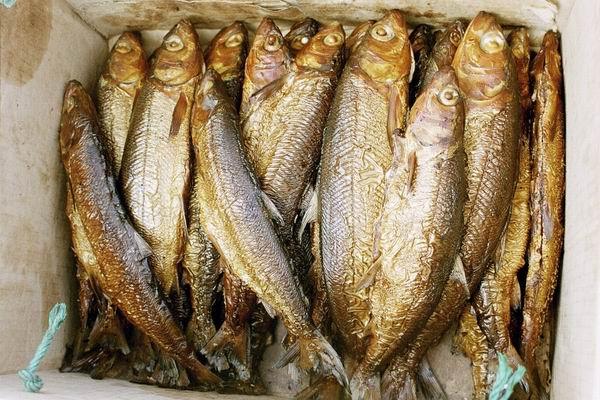
Omoul fumé.
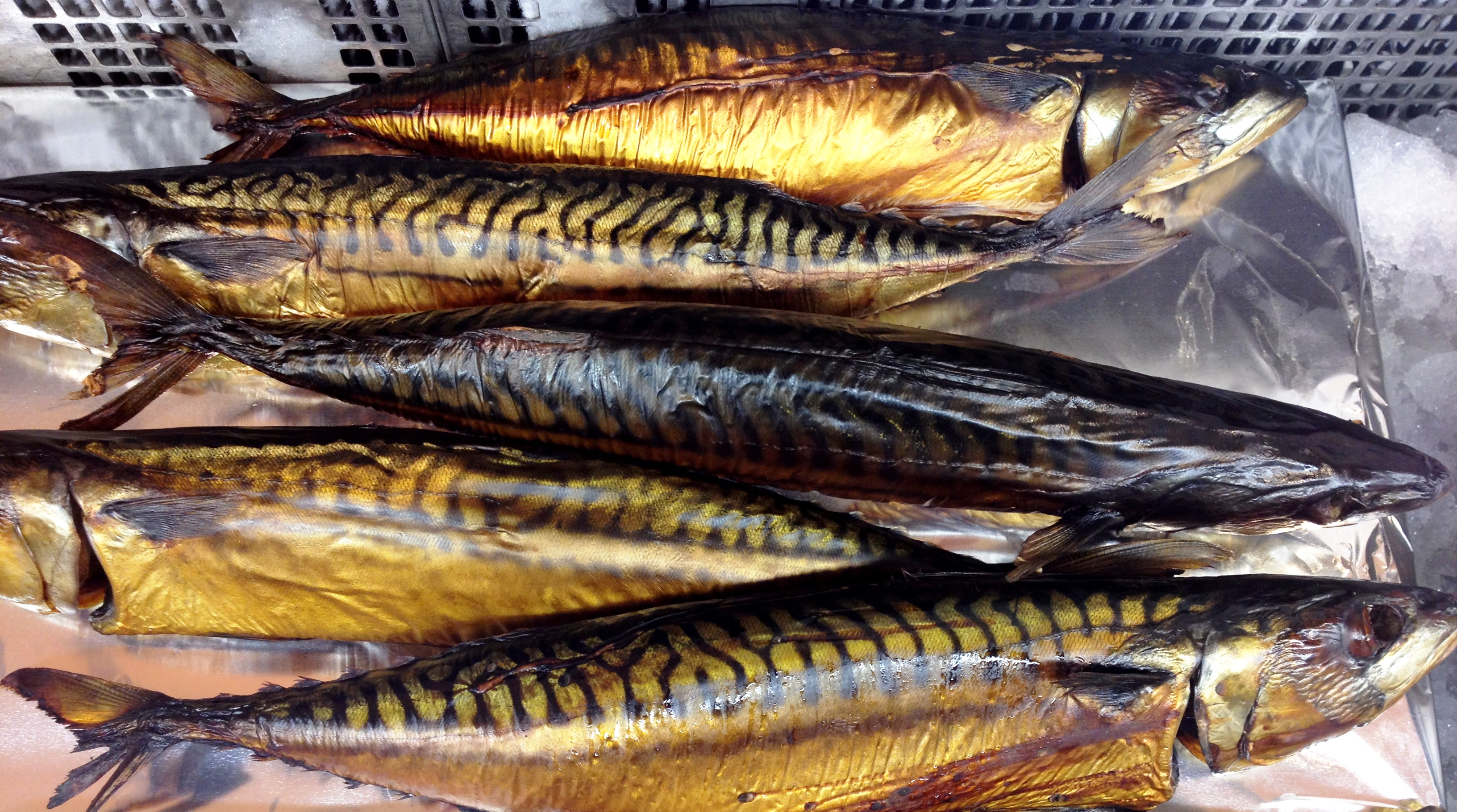
Maquereau fumé.
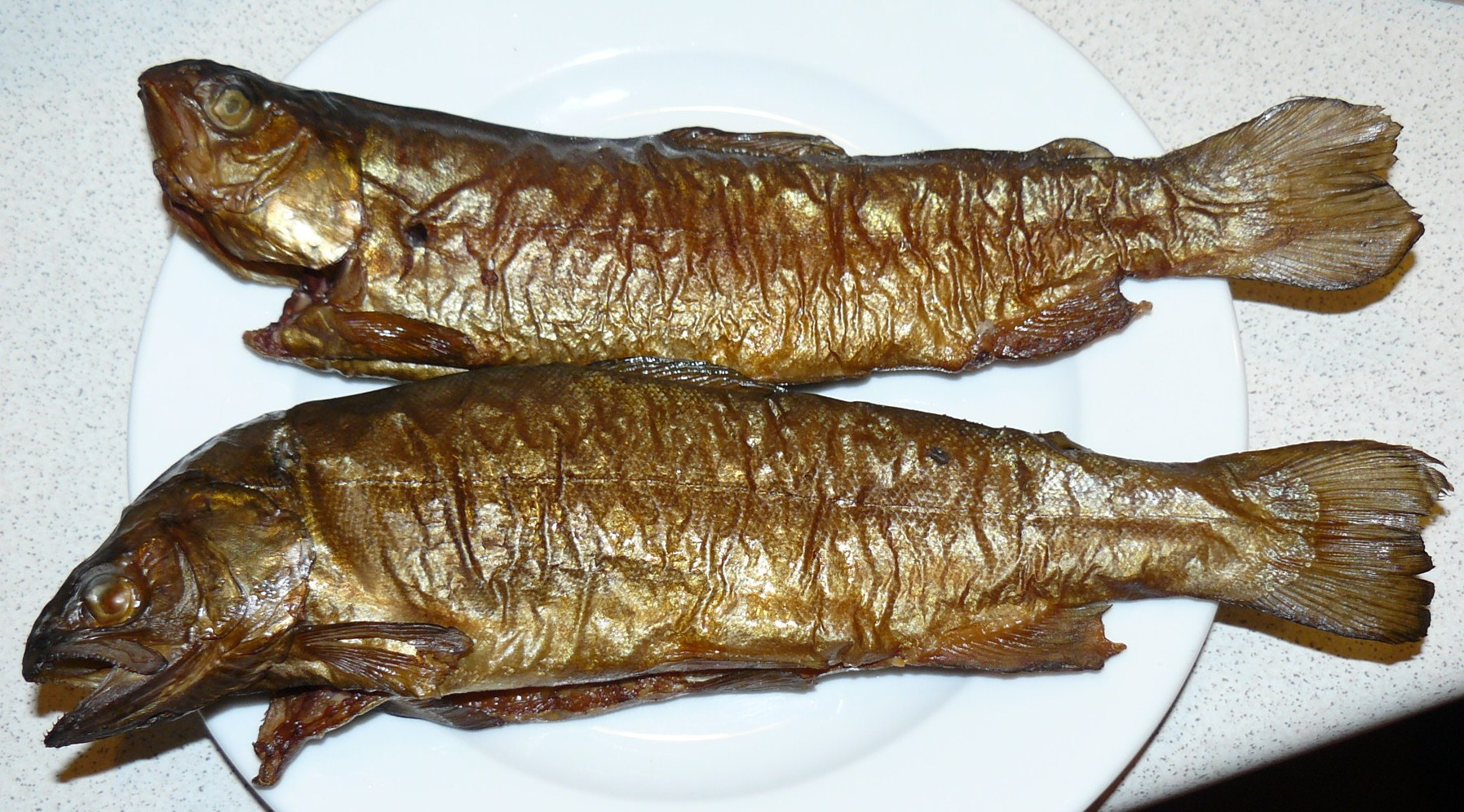
Truite fumée.
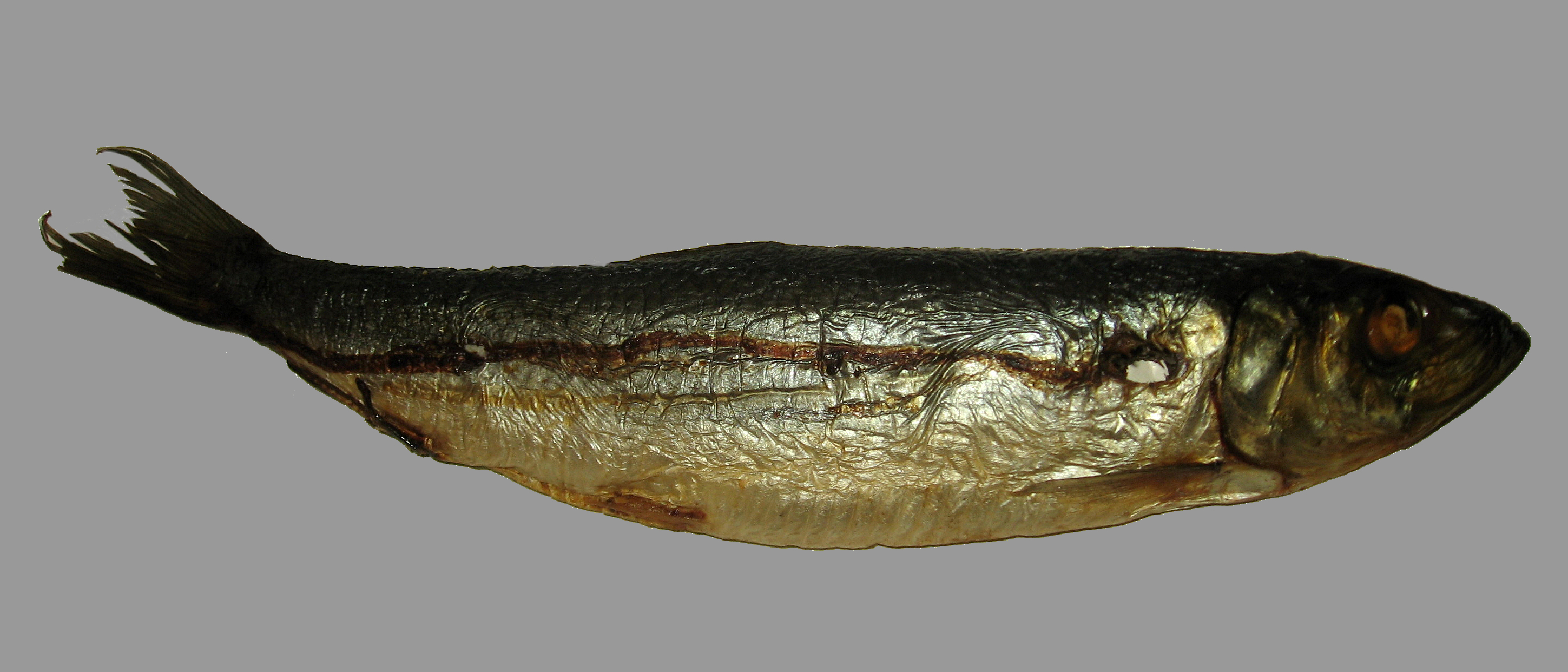
Hareng fumé.